# Domenico Cirillo

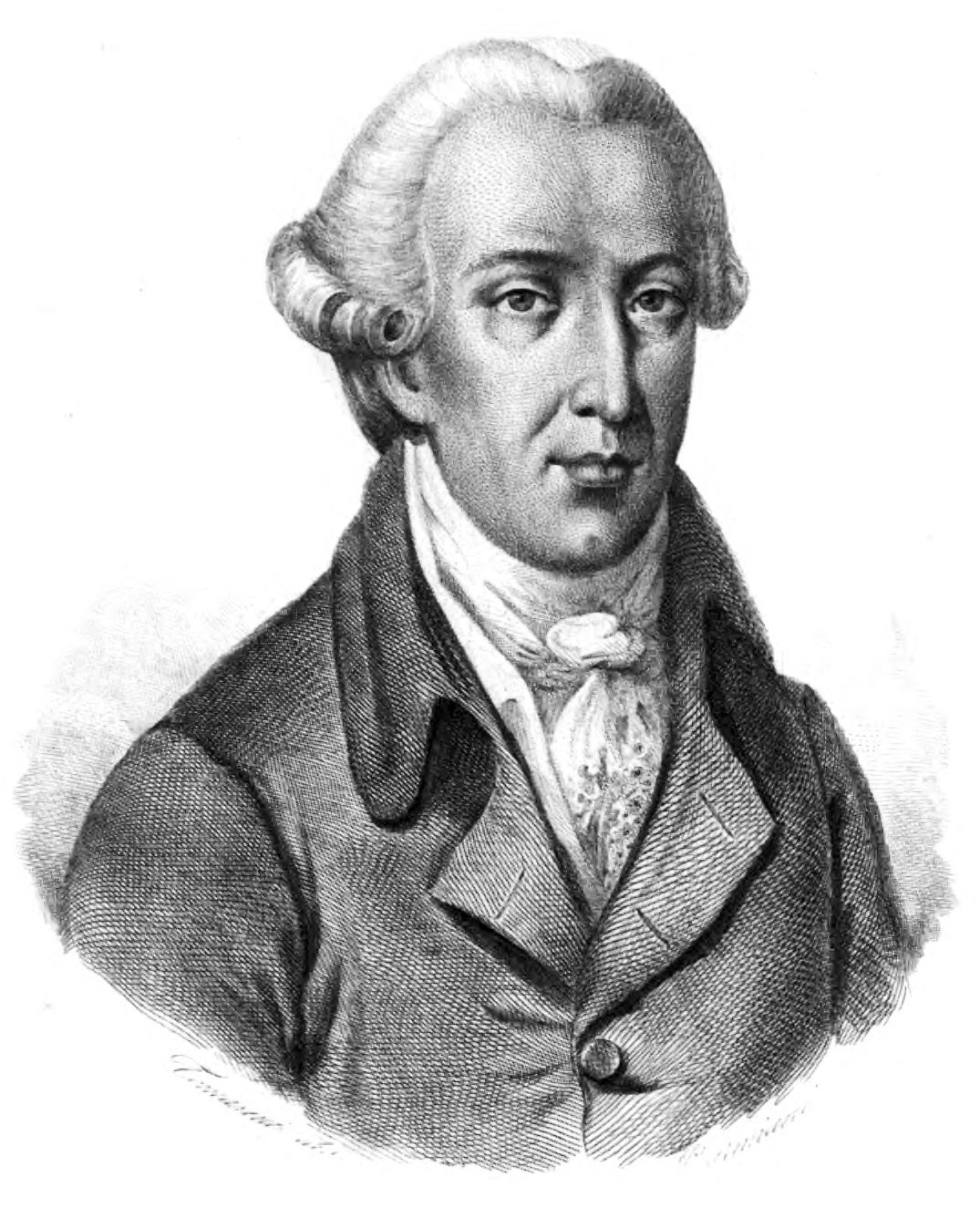
Domenico Cirillo

Domenico Maria Leone Cirillo (* 10. April 1739 in Grumo Nevano, Königreich Neapel; † 29. Oktober 1799 in Neapel (hingerichtet)) war ein italienischer Arzt, Botaniker, Entomologe und Politiker. Sein offizielles botanisches Autorenkürzel lautet „Cirillo“.

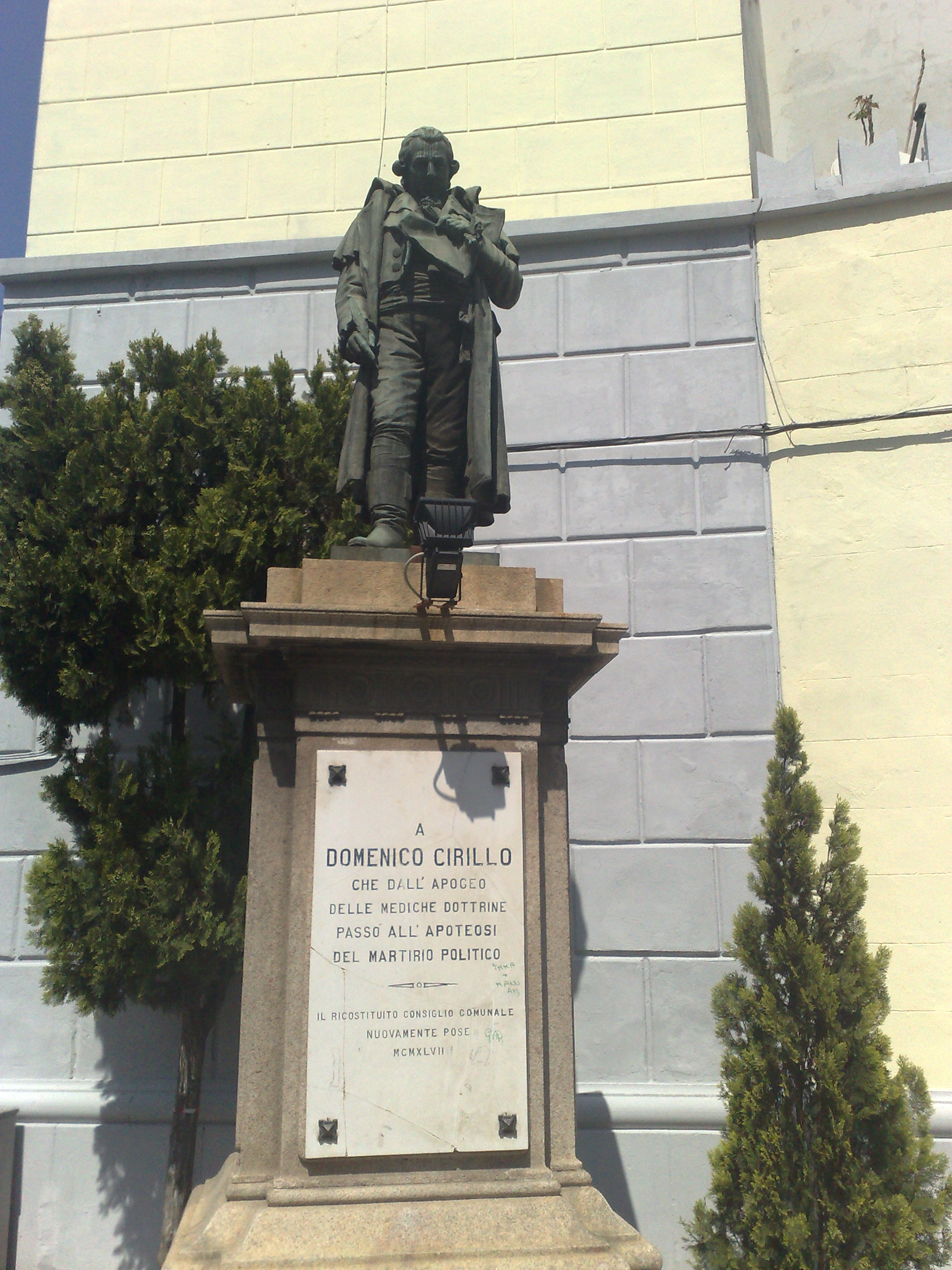
Denkmal für Cirillo in Grumo Nevano

## Leben und Leistungen
Cirillo kam aus einer Familie von Ärzten und Naturforschern und war schon 1760 Professor für Botanik und ab 1777 für theoretische Medizin an der Universität Neapel. Außerdem war er Professor für Geburtshilfe und Physiologie am Ospedale degl’Incurabili und Hausarzt vieler aristokratischer Familien in Neapel. Er reiste nach England, wo er Fellow der Royal Society wurde, und Frankreich und stand mit Wissenschaftlern wie Carl von Linné in Austausch. Im Jahr 1790 wurde Cirillo zum Mitglied der Leopoldina gewählt. Er hatte einen sehr guten Ruf als Mediziner und führte in Neapel die Pockenimpfung ein und forschte über Geschlechtskrankheiten.
Cirillo nahm während der kurzlebigen Parthenopäischen Republik in Neapel eine bedeutende Rolle ein (Präsident der gesetzgebenden Versammlung). Nach deren Niederschlagung wurde er wie auch andere Republikaner in Neapel gehängt.

## Ehrungen
Nach Cirillo benannt wurden die Pflanzengattungen Cyrilla L’Hér. aus der Familie der Gesneriaceae (heute zu Achimenes Pers. gerechnet) und wahrscheinlich auch Cyrilla Garden aus der Familie der Cyrillaceae, Cyrillopsis Kuhlm. aus der Familie der Ixonanthaceae und die fossile Gattung Cyrilloxylon Burgh.

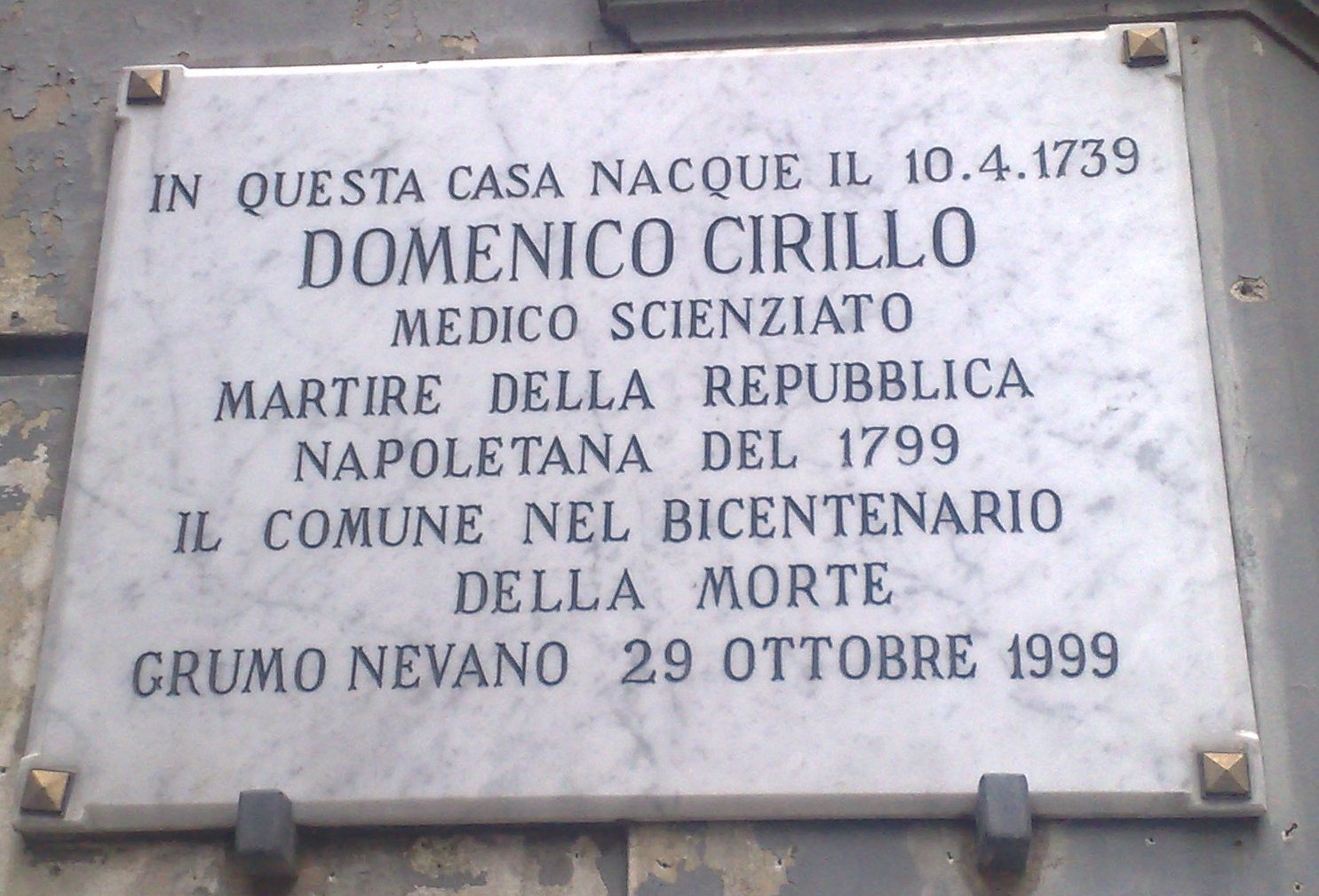
Gedenktafel an seinem Geburtshaus in Grumo Nevano

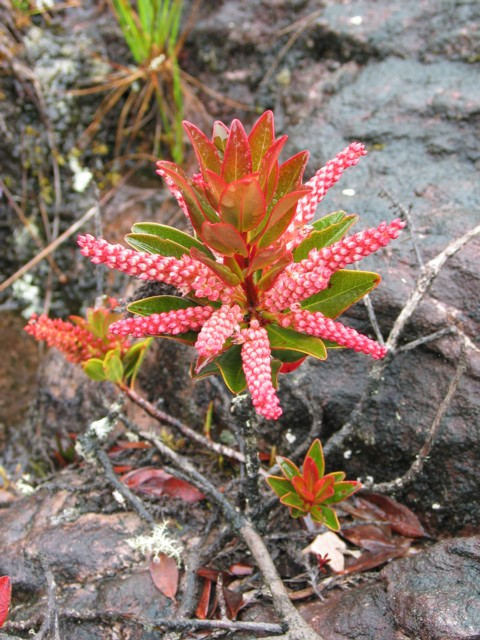
Cyrilla racemiflora am Roraima-Tepui in Venezuela

## Schriften
- Virile morali dell’Asino.
- Ad botanicas institutiones introductio. Neapel 1766, Neuauflage 1770.
- De lue venerea. 1780.
- De essentialibus nonnullarum plantarum characteribus. 1784.
- Fundamenta botanicae. 2 Bände, 1785, 1787.
- Discorsi accademici. 1787, Neuauflage 1799.
- Tabulae botanicae elementares quatuor priores. 1790.
- Plantarum rariorum regni Neapolitani fasciculus. 1788.
- Entomologiae Neapolitanae Specimen Primum. Neapel, 1787.
- Materia medica regni mineralis. 1792.